# Lokalanestetika

Strukturformeln hos aminoestrar och aminoamider med bensenring.

Lokalanestetika (LA) är ett läkemedel som orsakar en reversibel lokalbedövning. Målet är att erhålla en lokal analgetisk effekt, det vill säga att reducera smärtupplevelsen. Kliniskt använda lokalanestetika är endera aminoamider eller aminoestrar.